# 蓬莱新村
蓬莱新村是浙江省岱山县高亭镇内的第一个居住小区。

## 历史
小区所处的位置原为大岙二村南岙自然村。1993年批下地基，1994年动工建造，1995年交付使用。当时入住新村的居民主要为城内国营企事业单位员工和通过买房进城的乡镇居民。

## 概况
社区北邻长河路，西依蓬莱路，东靠岱山丝织厂。目前社区总面积0.56平方公里，人口6070。

## 行政
设立有蓬莱社区居委会。

## 社区内单位
新村主要为居住区，有幼儿园一所。